# Філіпп II Македонський
Філіпп II Македонський (грец. Φίλιππος Β' ο Μακεδών, близько 382 до н. е., Пелла — 336 до н. е.) — цар Македонії з 359 р. до н. е. Батько Александра Македонського. В 359—336 р. до н. е. завоював Фессалію, частину Іллірії, Епір, Фракію. До 338 р. до н. е.(після битви при Херонії) встановив гегемонію Македонії над Грецією.
Філіппа II вбив юнак Павсаній, власний охоронець, під час святкувань з нагоди шлюбу дочки Клеопатри у Вергіні, стародавній столиці Македонії.
Історичне значення Філіппа важко переоцінити: скориставшись результатами попереднього розвитку Македонії та здобутками своїх попередників, а також сприятливими обставинами, він за допомогою створеної ним прекрасної армії підніс Македонію до положення великої держави із всесвітньо-історичною роллю.

## Амбітний молодий цар
Філіпп був третім сином царя Амінти III. З боку матері був у родинних стосунках із княжим домом Лінкестидів, що відігравали важливу роль у попередній історії Македонії. В юнацтві провів три роки заручником у Фівах, в епоху найбільшої сили фіванців. Це перебування серед греків ближче познайомило Філіппа з грецьким життям.
Владу одержав у 359 до н. е. після смерті свого брата Пердікки III, що загинув у битві з іллірійцями, які після цього зайняли декілька македонських міст. В той же час на півночі поселення спустошували пеони. У Пердікки залишився син Амінта, і Філіпп почав керувати Македонією як опікун свого племінника, але незабаром прийняв царський титул.
На початку царювання Філіппа становище Македонії було важким: у країні перебували зовнішні вороги, і можна було чекати внутрішньої смути, оскільки існували й інші претенденти на престол (Аргей, Павсаній, Архелай). Проте ці труднощі мали тимчасовий характер. Торговельні зносини з греками, розповсюдження еллінського освіти, поступове внутрішнє об'єднання — все це ставило перед країною нові, широкі завдання. Перш за все Македонія повинна була убезпечити себе від нападів сусідів-варварів, розширити свої кордони і пробитися до моря, для чого треба було оволодіти прилеглими до Македонії грецькими містами на узбережжі Егейського моря. Без цього був неможливим успішний економічний розвиток країни. Вирішення цього завдання було полегшене тим, що найголовніші грецькі держави на той час вже ослабли. Серед греків йшла безперервна боротьба, що робила для них неможливою енергійну відсіч Македонії. Згодом, у міру здійснення найближчих завдань, Філіпп розширив свої плани, задумав добитися для Македонії гегемонії в Греції і почати завоювання перських провінцій, що прилягали до Середземного моря.
Особисті властивості Філіппа представляли суміш гарного і поганого. Він мав сильний, тверезий, практичний розум, розвинений грецькою освітою, прихильником якої завжди залишався Філіпп. Його повага до грецької культури доводиться тим впливом, який мав на нього учень Платона Евфрай з Орея, а пізніше вибором Аристотеля як вчителя Александра. Філіпп відрізнявся незвичайною працьовитістю, величезною енергією, наполегливістю, організаторськими здібностями, які він виявив особливо у перетворенні, але в той же час він був хитрим і охоче вдавався до віроломства.
Урядова діяльність Філіппа почалася із боротьби його з пеонами й іллірійцями, для успіху якої він визнав за необхідне укласти мир з афінянами і обіцяти їм допомогу проти Амфіполя. Афіняни за це обіцяли йому Підну. Філіпп переміг пеонів і змусив їх визнати верховенство Македонії, потім звернувся проти іллірійців і завдав їм страшної поразки; іллірійські загони були витіснені з македонських міст і до Македонії приєднана прикордонна смуга Іллірії, прилегла до Ліхнідского озера.

## Завоювання Еллади
Після цих успіхів він отримав можливість звернутися до здійснення свого головного завдання — утвердитися на берегах Егейського моря. Він осадив Амфіполь, мешканці якого звернулися з проханням про допомогу до афінян; але Філіпп заявив афінянам, що він передасть їм Амфіполь, коли візьме його. У 357 до н. е. Амфіполь був узятий штурмом і залишився в руках македонян; він мав для Македонії величезне значення із його позицією при гирлі річки Стрімон, поблизу знаменитої своїми рудниками гори Пангея. Заняття Амфіполя повело до війни з афінянами та спартанцями.
Філіпп взяв Підну — місто в родючій рівнині, що веде в Фессалію, а через неї і в Середню Грецію. Через три роки він захопив Мефону на північ від Підни, зруйнував місто і заселив македонянами, щоб міцно забезпечити за собою ці дуже важливі в стратегічному відношенні міста. Олінфян, стурбованих взяттям Амфіполя, Філіпп заспокоїв обіцянкою завоювати для них Потідею і домігся того, що вони оголосили війну афінянам. Перед тим, як прийшла на допомогу афінська ескадра, Потідея була вже взята, жителі її (за винятком афінських клерухій) поневолені, саме місто зруйноване і переданий олінфянам.
Потім Філіпп звернув свої сили проти фракійців. Він приєднав до Македонії всю країну до річки Неста і заснував тут місто Філіппи 356 до н. е. (того ж року народився його син Олександр й Філіпп II своєю колісницею виграв перегони на Олімпіаді).
Розташована в південній частині завойованої ним області гора Пангея стала з того часу для Філіппа одним з найголовніших джерел доходів (її рудники давали йому до тисячі талантів щорічно). Дещо пізніше Філіпп зайняв на фракійському березі Абдеру і Маронію (353 до н. е.).
Подальші його перемоги у Фракії змусили фракійського князя Керсеблепта змиритися і дати Філіппу заручників. Тоді ж Філіпп переміг ще раз пеонів та іллірійців, які поновили боротьбу в союзі з афінянами. Втручання у грецькі справи було неминучим для Македонії; воно випливало перш за все з відносин її з афінянами. У Фессалії в цей час йшла боротьба між ларисськими Алевадами й тиранами міста Фери. В ній взяли участь фокейці, проти яких тоді велася в Греції, так звана, Третя Священна війна. Фокейці були союзниками Афін і тримали бік ферських тиранів. Участь у фессалійських справах давала Філіппу можливість зробити нові придбання, завдати удару союзникам афінян і здобути вплив у Греції.
Спочатку Філіпп був двічі розбитий фокейцем Ономархом (353 до н. е.), але потім, отримавши підкріплення, він вщент розбив фокейців; останніх пало до 6 тисяч, у тому числі і сам Ономарх. Полонених Філіпп звелів, як святотатців, кинути в море. Після цього він зайняв Фери і повернув їм свободу, але Магнісію і гавань Пагази утримав за собою і користувався в останній значними митними доходами. Успіхи Філіппа у Фессалії зарожували серйозною небезпекою афінянам, що поспішили зайняти Фермопіли, щоб не пропустити Філіппа до Середньої Греції (352 до н. е.).
На деякий час Філіпп відмовився від подальших компаній у власне Греції і звернувся знову до узбережжя Егейського моря. Навесні 351 до н. е. він рушив проти голови халкідонських міст: Олінфа, який, наляканий посиленням Македонії, примирився з афінянами. В Афінах у цей час діяв Демосфен, який виступив проти Філіппа з «філіппіками» і «олінфськими речами», через що переконував своїх співвітчизників надати Олінфу діяльну допомогу. Незважаючи на надану допомогу афінянами, втім досить мляву допомогу, Олінф потрапив до рук Філіппа (влітку 348 до н. е.). Місто було пограбоване та зруйноване, жителі продані в рабство. Брати Філіппа (сини Амінта III від наложниці), захоплені в Олінфі, були страчені. Тим часом за участю афінян знову взялися за зброю фракійці, але Керсоблепт знову повинен був змиритися.
Нові успіхи Філіппа привели афінян до переконання в неможливості похитнути зайняте їм становище на березі Егейського моря. В квітні 346 до н. е. вони уклали із Філіппом, так званий, Філікратів мир за умови збереження того положення, яке існувало на момент підписання договору, що виявилося дуже вигідним для Філіппа. Средньогрецькі союзники афінян — фокейці — не були включені у договір. Примирившись з Афінами, Філіпп отримав можливість швидко закінчити Священну війну з Фокідою. Він примусив Фаліка, сина Ономарха, капітулювати, надавши йому і його найманцям вільний відступ з Фокіди. Після цього Філіпп зайняв Нікею (незабаром віддану їм фессалійцям) і Альпон, пройшов через Фермопіли і покарав фокейців. Від амфіктіонів він отримав два відібраних у фокейців голоси в раді, і йому було передано і керівництво Піфійськими іграми (влітку 346 до н. е.). Жорстоко постраждали також беотійські міста, що тримали бік фокейців (Орхомен, Коронея, Корс): вони були підпорядковані Фівам.
Після цього Філіпп зайняв македонськими гарнізонами Фери і деякі інші міста, надав Фессалії новий устрій, підсилити його вплив. Македонський вплив став проникати також на острів Евбея, де, як і в Фессалії, йшла внутрішня боротьба, яка полегшувала втручання. Миром з афінянами і закінченням фокейської війни Філіпп скористався, далі, для зміцнення положення Македонії на півночі, заході і сході. Він здійснив успішні походи до Іллірії і Дарданії. З іллірійцями він вів війну і пізніше, в самому кінці царювання; імовірно, і з боку Іллірії він прагнув довести межі своєї держави аж до моря. У 343 до н. е. Філіпп вступив в Епір і затвердив на престолі Александра, брата Олімпіади, вигнавши Аррібу і його синів; Арріба втік до Афін.
Далі Філіпп уклав дружній договір з етолянами, що давало йому можливість підійти до Пелопоннесу із заходу. Потім він знову звернувся на схід, розбив у Фракії Керсоблепта і Тера, обклав даниною фракійців; заснував на Гебрі місто Філіппополь і зайшов далеко на північ. Після невдач під Перинфом і Візантієм Філіпп на півночі проник ще далі, воював проти скінфів і повернувся через країну трибалів (в нинішній Сербії). Напади Філіппа на Перинф і Візантій призвели до відновлення війни з афінянами, оскільки захоплення цих міст абсолютно похитнуло б положення Афін на торговому шляху до Понт, погрожуючи знищенням їхньої чорноморської торгівлі, що грала важливу роль в афінському народному господарстві (хліб ввозився в Аттику з берегів Чорного моря).
Афінам вдалося залучити на свій бік фіванців, деяких пелопоннесців і утворити проти Македонії значний союз. Цього разу щастя змінило Філіппові: його напад на Перинф (340 р.) і Візантій скінчилося невдало, обидва міста втрималися за допомогою афінян і персів, яким дуже не подобалося посилення Македонії та особливо затвердження її на берегах Геллеспонту і Пропонтиди, навпроти Малої Азії. Тим часом в Середній Греції поновилися влітку 339 до н. е. священні війни (проти локрів Амфісси), і Філіпп знову отримав доручення захищати інтереси Аполлонова святилища. Це дало йому можливість зайняти Кітіній та Елат, що призвело до Херонейської битви (338 до н. е.), після якої Афіни уклали мир.
Македонія отримала острів Скірос і Херсонес Фракійський (ще раніше македоняни захопили острів Галоннес і створили флот на Егейському морі). Філіпп рушив на Пелопоннес, зайняв гарнізоном коринфську фортецю і допоміг ворогам Спарти, межі якої були сильно урізані на їхню користь. Цим він надовго залучив до Македонії аргів'ян, мессенян і аркадян. На коринфській раді він затвердив мир у Греції і підпорядкував її своїй гегемонії.
Потім він став готуватися до війни з Персією, збирав військо і послав для заняття пунктів на азійському березі Парменіона і Аттала. Восени 336 до н. е. македонська юнак Павсаній заколов царя. Походження цієї змови достовірно невідоме; є вказівки на участь у ньому Олімпіади і навіть Александра.

## Двір Філіппа
Подібно до всіх Аргеадів, він оточив себе обраним колом придворних — гетайрів, а також безліччю незнатних «гостей царя».
Серед гетайрів найвпливовішими були Парменіон, що належав до вищої знаті (вважався найкращим радником Філіппа), Антіпатр, що проявив себе як політик і дипломат, насамперед у зносинах з греками, Алкімах, Клітій, Аттал. В часи Філіппа II при дворі з'явилася знать з горян. Разом зі своїми сім'ями вони перебралися до Пелли, де відігравали важливу роль. Найзначущими були роди Лінкестидів та Еліміотіди. Філіп, компенсуючи горянам втрату колишніх привілеїв, особливо щедро наділяв їхні сім'ї землями. Так він схилив на свій бік орестидів і тімфайців.
Філіп оточував себе також і здатними греками. Так, до нього приїжджали будівельники і техніки, наприклад відомий Євмен, який незабаром зайняв провідне місце в канцелярії царя. Батьки Неарха і Ерігени отримали земельні наділи і стали гетайрами царя.
Цар також підтримував тісний зв'язок з духовною елітою Еллади. Найбільше він цінував Ісократа і Академію Платона, вважаючи їх своїми соратниками у втіленні панеллінської політики. Ісократ підготував йому ґрунт для втілення на практиці ідеї гегемонії. Дружбу з Платоном уклав вже Пердикка III. Дізнавшись про смерть Платона, Філіп влаштував на честь філософа траурну церемонію. Кілька років по тому він прийняв Антіпатра, вченого з Академії. також при дворі Філіпа деякий час жив історик Феопомп.
Філіпп II охоче залучав до двору еллінських акторів, співаків та художників. Серед відомих художників царського двору були Теон Самоський, Євпомп та Памфіл.

## Дружини Філіппа
Філіпп не був стриманим, любив гучні й часто грубі втіхи, оточував себе людьми сумнівної моральності. У нього було 6 жінок та наложниць, що давало привід для інтриг і могло призвести до усобиць, як це ледве не сталося ще за його життя.
Серед дружин Філіппа були:
1. Аудата — іллірійська принцеса, мати Кінани.
2. Філа, донька Дерди II, царя Елімеї.
3. Нікосіполіса — походила з міста Фери, мати Фессалоніки.
4. Філіна — походила з міста Лариса, мати Філіппа III.
5. Міртала Епірська — дочка епірського царя Неоптолема, від якої народився Александр Македонський і Клеопатра. Філіпп перейменував її на Олімпіаду.
6. Меда Едесська — дочка правителя Фракії Котелоса.
7. Клеопатра — дочка Гіпострата та онука Аттала.